# رون ونايت
رون ونايت (4 أغسطس 1947 - ) (بالإنجليزية: Ron Knight)‏ هو لاعب كرة سلة أمريكي في مركز هجوم صغير الجسم. لعب مع بورتلاند ترايل بلايزرز وهارلم غلوبتروترز.

## وصلات خارجية
- رون ونايت على موقع إن بي أي (الإنجليزية)
- رون ونايت على موقع سبورتس رفرنس (الإنجليزية)
- رون ونايت على موقع كلية كرة السلة في سبورتس رفرنس.كوم (الإنجليزية)
- رون ونايت على موقع ريلجم (الإنجليزية)
- رون ونايت على موقع بروبوليرز (الإنجليزية)